# 보이스 2
《보이스 2》는 2018년 8월 11일부터 2018년 9월 16일까지 OCN에서 방영된 드라마이다.

## 등장 인물
보이스 2에 나오는 가상 지명인 풍산시는 북한 양강도 김형권군의 옛 이름인 풍산군과는 무관하다.

### 주요 인물
- 이하나: 풍산지방경찰청 112 신고센터 센터장 겸 골든타임팀 팀장
- 이진욱:마츠다 코우스케,도강우- (아역 배강유) - 112 신고센터 출동팀 팀장
- 권율 : 방제수 역 (아역 김태용) - 내면을 파고든 깊은 어둠으로 완성된 천재형 소시오패스 살인마
- 손은서 : 박은수 역 - 걸어 다니는 번역기. 골든타임팀 브레인
- 안세하 : 곽독기 역 - 강우의 최측근 정보원. 사기 전과범

### 골든타임팀
- 김우석 : 진서율 역 - 천재 해커. 디지털 포렌식 전문가

### 풍산경찰청 112 신고센터 출동팀
- 유승목 : 나홍수 역 - 풍산경찰청 강력계장. 도강우 브레이크
- 김기남 : 양춘병 역 - 풍산경찰청 허당 형사
- 김중기 : 박중기 역 - 형사. 출동팀의 든든한 대들보
- 송부건 : 구광수 역 - 형사. 출동팀의 우직한 돌격대장

### 그 외 인물
- 이해영 : 장경학 역 - 전 112 골든타임팀 출동팀 팀장
- 정진 : 장수복 역 - 장경학 팀장 납치 살해 사건 범인. 방제수의 종범
- 윤병희 : 강두원 역 - 성운 삼수역 전동차 안 인질 사건 범인
- 김홍파 : 어수열 역 - 풍산지방경찰청장
- 소희정 : 장경학의 부인 역
- 차건우
- 박옥출 : 강두원이 인질로 잡고 있던 여자 역
- 최장원 : 형사 역
- 방산 : 형사 역
- 윤대열
- 김한준 : 하민혁 역 - 풍산지방검찰청 검사
- 권혁현 : 전용식 역 - 골든타임팀 대원
- 미소윤 : 하이선 역 - 골든타임팀 대원
- 이수인 : 하경화 역 - 골든타임팀 대원
- 김진아 : 송소희 역 - 골든타임팀 대원
- 홍다연 : 골든타임팀 대원 역
- 나석민 : 골든타임팀 대원 역
- 권진우 : 골든타임팀 대원 역
- 박병욱
- 장도현
- 정동근 : 폭발물 처리반 (EOD) 대원 역
- 이마루
- 엄태우
- 마민희
- 김경민
- 정나진 : 황기혁 역 - 황희주·지욱의 아버지
- 정은경 : 오순임 역 - 황희주·지욱의 어머니
- 이유미 : 황희주 역 - 6년 전 국기동 아동 성폭행 사건 피해자
- 이주원 : 황지욱 역 - 계영구 어린이 납치사건 피해자
- 연제욱 : 염기태 역 - 6년 전 국기동 아동 성폭행 사건 가해자. 계영구 어린이 납치 사건 범인
- 민서영 : 염기태에게 놀아달라 얘기하는 여자아이 역
- 허지원 : 곽민수 역 - 경찰. 장경학 팀장 납치 살해 사건에 쓰인 급 발진 프로그램 개발자
- 주민하 : 안희진 역 - 박중기의 부인
- 김소숙
- 서가영
- 고동업 : 이혁진 역 - 아파트 경비원
- 김시영 : 황말순 역 - 방제수의 아파트 부녀회장
- 연운경 : 원순희 역 - 보이스피싱 피해자. 옥산동 독거 노인 살인 미수 사건 피해자
- 박태성 : 강종석 역 - 옥산동 독거 노인 살인 미수 사건 피해자 원순희의 아들
- 진모 : 금탁위 역 - 보이스피싱 감시책. 송화호 드럼통 살인 사건 범인. 옥산동 독거노인 살인 미수 사건 범인
- 장희정 : 왕옥려 역 - 백미자·오진설·따거. 보이스피싱 수금책이자 총책
- 이광세 : 김상구 역 - 원순희 이웃 노인
- 금광산
- 도현
- 장햇살 : 보이스피셔 역
- 최찬숙
- 용경빈
- 강운
- 홍루현 : 기자 역 - 범인 검거 소식을 전하는 기자
- 박은석 : 고다윗 역 - 인터넷 방송 BJ 고다윗 피습 사건 범인
- 유혜인 : 조아진 역 - 인터넷 방송 BJ 고다윗 피습 사건 피해자
- 이상이 : 왕코 역 - 고다윗사건 공범
- 은해성 : 강솔 역 - 인터넷 방송 BJ
- 신연미 : 정한별 역 - 고다윗의 개인방송 시청자
- 백상희
- 조련 : 조아진의 이모 역
- 김찬이
- 디크런치 : 고다윗과 강솔이 속한 아이돌 그룹 'NT7'의 멤버 역
- 강애심 : 의사 역 - 도강우 약 공급자
- 양승걸 : 해양경찰서장 역 - 나홍수의 동기
- 김익태 : 성 박사 역
- 전익령 : 방제수의 어머니 역
- 길하라 : 김이슬 역 - 손호민 데이트폭력 피해자
- 차민지 : 고예지 역 - 손호민 데이트폭력 피해자
- 이다해 : 조유선 역 - 조혜선의 언니
- 주보영 : 조혜선 역 - 손호민 데이트폭력 피해자
- 류예리 : 허수지 역 - 방제수의 하수인. 갈선치킨 사장. 독거미
- 김종구 : 손호민의 아버지 역
- 서경화 : 손호민의 어머니 역
- 이승준 : 김봉수 역 - 엘리베이터 수리기사
- 김도혜 : 후지야마 미호 역
- 옥주리 : 방제수와 같은 아파트 주민 역
- 정시현
- 박하준
- 박시진
- 조용진
- 오윤홍 : 추혜정 역 - 나홍수의 동거녀
- 이영석 : 후지야마 사부로 역 - 후지야마 코이치, 미호 남매의 삼촌
- 김진아
- 이성민
- 하수호 : 드림고시원 인질범 역
- 신희철
- 박신운 : 풍산청 정문초소 경찰 역
- 노형욱 : 젊은시절 나형준 역
- 채종규
- 민대식
- 장재혁
- 강충훈
- 유준아
- 김하늘
- 이수용
- 전정일 : 중년남 인질 역
- 지연
- 전금한
- 장의돈
- 이다진
- 백승희
- 엄태윤
- 이민웅
- 김종호 : 주 센터 역
- 장효석 : 서퍼 역

### 특별출연
- 장혁 : 무진혁 역 - 前 골든타임팀 팀장
- 홍경인 : 나형준 역 - 홍수의 이복동생 도강우 죽은 파트너 사회성제로 다혈질적인 도강우한테 따뜻한동료이자 친구
- 유아정
- 최정아
- 김서경 : 김군 역 - 공원장 중국집 배달부
- 이정신 : 이재희 역 - 방제수의 하수인. 풍산상가 건물주
- 재희 : 손호민 역 - 유명한 정신과 의사이자 박은수의 전 남자친구. 박은수 경장 납치사건의 범인

## 촬영지
- 헌화로
- 국립대전현충원
- 황산도어판장

## 시청률
최저 시청률과 최고 시청률은 시청률 조사회사와 지역별로 시청률에 차이가 있을 수 있습니다.
| 2018년      | 2018년      | 2018년                           | 2018년     | 2018년      |
| 회차        | 방송일자    | 부제                             | AGB 시청률 | TNmS 시청률 |
| ----------- | ----------- | -------------------------------- | ---------- | ----------- |
| 1화         | 8월 11일    | 두 번째 골든타임                 | 3.938%     | 4.2%        |
| 2화         | 8월 12일    | 사냥의 시작                      | 4.699%     | 5.0%        |
| 3화         | 8월 18일    | 심판의 시간                      | 4.462%     | 4.9%        |
| 4화         | 8월 19일    | 쉿! 고객님 비밀이에요            | 4.950%     | 5.8%        |
| 5화         | 8월 25일    | 쉿! 고객님 비밀이에요            | 5.156%     | 5.8%        |
| 6화         | 8월 26일    | 별코인을 든 공모자들             | 5.427%     | 6.4%        |
| 7화         | 9월 1일     | 별코인을 든 공모자들             | 2.440%     | %           |
| 8화         | 9월 2일     | 나는 오늘 꽃을 받았어요          | 5.119%     | %           |
| 9화         | 9월 8일     | 나는 오늘 꽃을 받았어요          | 4.389%     | %           |
| 10화        | 9월 9일     | 혐오의 탄생                      | 6.001%     | %           |
| 11화        | 9월 15일    | 혐오의 탄생                      | 5.506%     | %           |
| 12화        | 9월 16일    | 혐오의 시대 - 골든타임을 위하여! | 7.086%     | %           |
| 평균 시청률 | 평균 시청률 | 평균 시청률                      | 4.931%     | %           |

## 참고 사항
- 이 화면은 레터박스로 구성되었다.
- OCN 드라마 역대 시청률 1위를 차지하였다.

## 같이 보기
- 형사 드라마
- 대한민국의 텔레비전 드라마 목록 (ㅂ)
- 2018년 대한민국의 텔레비전 드라마 목록